# Castro (Paraná)
Castro is een gemeente in de Braziliaanse deelstaat Paraná. De gemeente telt 70.810 inwoners (schatting 2010).

## Aangrenzende gemeenten
De gemeente grenst aan Campo Largo, Carambeí, Cerro Azul, Doutor Ulysses, Itaperuçu, Piraí do Sul, Ponta Grossa, Rio Branco do Sul en Tibagi.

## Geboren
- Aimée de Heeren (1903-2006), model en socialite
- Paulo Miranda (1988), voetballer